# Chola

Herrschafts- und Einflussgebiet der Chola um 1050

Das tamilische Chola-Reich (manchmal auch Chozha-Reich) war eines der bedeutendsten indischen Königreiche und gilt bis zum heutigen Tag als das einflussreichste hinduistische Reich. Wie die alten Griechen und Römer verstanden es die tamilischen Chola, weitreichenden kulturellen Einfluss auf ihre Nachbarn in Südindien und in ganz Südostasien auszuüben. Die Blütezeit des Chola-Reichs dauerte vom 9. bis zum 13. Jahrhundert.

## Geschichte

### Frühe Chola
Südindische Machthaber dieses Namens gab es schon zur Zeit des Kaisers Ashoka, der Königreiche dieses Namens auf seinen Edikten als freundschaftliche Nachbarn festhielt. Auch in der tamilischen Sangam-Literatur werden sie häufig genannt. Unter ihrem König Karikal(an) Chola waren die frühen Chola um 190 n. Chr. die Gegenspieler der Chera- und Pandya-Könige. Karikalan war noch ein Jahrhundert später als Militär, Stadt- und Deichbauer am Kaverifluss berühmt. Der ehrgeizige Mann musste allerdings seiner Bevölkerung Zugeständnisse machen, damit sie ihm nicht entfloh.
Etwa ab dem Jahr 250 wurden die Chola samt ihren beiden Nachbarn von der Invasion eines Bergstammes (Kalabhra) verdrängt, dessen genaue Herkunft im Dunkeln liegt – sie scheinen Jains oder Buddhisten gewesen zu sein. Die bisherigen Herrscher der Flusstäler und an der Küste wurden verdrängt und die Macht der Brahmanen geschwächt. Ende des 6. Jahrhunderts stieg dann ein neuer Außenseiter – der erste Pallava-König – auf, der die Kalabhra schlug und auch das Kernland der Chola am Kaveri unter seine Kontrolle brachte. Die Chola sanken auf den Status unbedeutender Lokalfürsten herab.
Der chinesische Pilgermönch Hsüan-tsang (heute Xuanzang) sagte um 650 über diese Zeit folgendes: „Es ist ein wüstes und wildes Land, voller Dschungelwälder und Marschland. Seine Bevölkerung ist nicht zahlreich, und Räuberbanden treiben offen ihr Unwesen. Das Klima ist heiß und das Betragen der Bevölkerung liederlich und grausam.… Die Priester sind ebenso schmutzig wie ihre verfallenen Klöster.“

### Wiederaufstieg und Machthöhepunkt

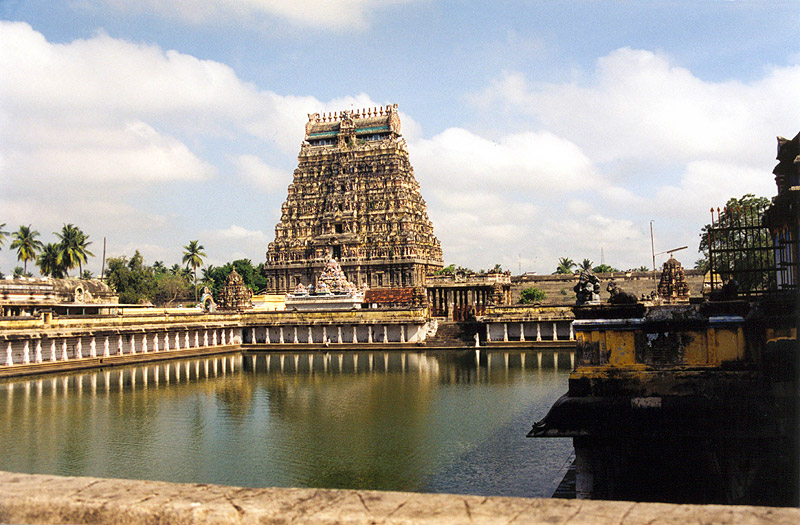
Nataraja-Tempel in Chidambaram

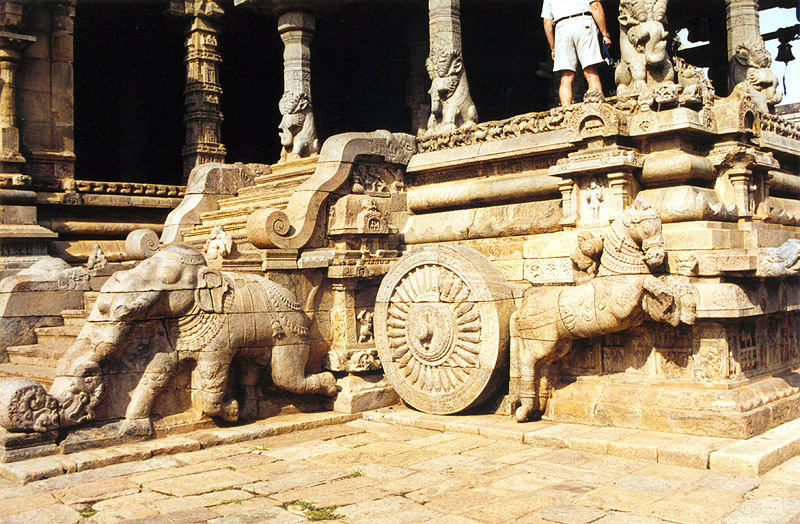
Detail des Brihadisvara-Tempels in Thanjavur (Tanjore)

Der Wiederaufstieg der Chola vollzog sich erst am Ende des 9. Jahrhunderts, als die Pallava-Macht zerfiel. Um 850 wurde Thanjavur (Tanjore) die Hauptstadt. Aditya (Athiththa Chola, reg. 871–907) schlug gegen 897 den letzten Pallava-Machthaber im Zweikampf auf seinem Kriegselefanten. Trotzdem konnten die Chola-Könige zu dem Zeitpunkt noch keine Vormachtstellung aufbauen: Parantaka I. (reg. 907–955) plünderte zwar Madurai und vertrieb den Pandya-König nach Lanka, verlor jedoch die Schlacht bei Takkolan 949 gegen Krishna III., einem Rashtrakuta-König. Rajaditya, der Sohn und Mitregent des Cholakönigs fiel in der Schlacht. Durch diese Niederlage mussten sich die Chola für mehrere Jahrzehnte auf ihr Stammland beschränken.
Die großen Eroberer aus dieser Dynastie waren Rajaraja I. (reg. 985–1014) und sein Sohn Rajendra I. (reg. 1014–44, Mitregent bereits ab 1012). Rajaraja schlug die alten Feinde, die Chera- und Pandya-Könige und eroberte auch Sri Lanka. Auch Rajendra unternahm umfangreiche Kriegszüge – zunächst eroberte er die Hauptstadt der Chalukya, dann zog er gegen das Pala-Reich von Bengalen (1022/23). Nach seinem Sieg über die Pala ließ er seine neue Hauptstadt namens Gangaikonda Cholapuram mit dem Wasser des Ganges einweihen, das der geschlagene Pala-König angeblich tragen musste. Rajendra ging noch weiter und führte 1025 erfolgreich einen Feldzug gegen Sri Vijaya, um deren Handelsbeziehungen zu beeinflussen. Rajendra sandte auch zwei diplomatische Missionen nach China, denen er eine Warenliste mitgab. Zu einer Konfrontation mit dem türkisch-islamischen Eroberer Mahmud von Ghazni, der 997–1025 in Nordindien fast jährlich mehrere große Feldzüge erfolgreich durchführte, kam es jedoch nicht. Es ist unklar, warum Rajendras bei seiner Expansionspolitik den Heerführer und Eroberer Mahmud von Ghazni aussparte.
Während das bisherige Handelszentrum an der Nordwestküste Indiens durch die muslimischen Angriffe einen wirtschaftlichen Abstieg erlebte, verlagerte sich der Haupthandelsknoten Indiens nun in den Süden. Der rasche Aufstieg der Chola benötigte Ressourcen, die auch mit einer Umverlagerung der Schifffahrtswege zum Roten Meer im Zuge der Entstehung des ägyptischen Fatimidenreiches bereitgestellt wurden. Zur Chola-Zeit hatten südindische Händlergilden nachweislich großen maritimen Einfluss.

### Niedergang
Als die Nachkommenschaft Rajendras ausstarb, kam 1070 ein (östlicher) Chalukya-Prinz mit Namen Kulottunga I. (reg. 1070–1120) in Gangaikonda Cholapuram an die Macht, der nur mütterlicherseits ein Chola war. Unter seiner Herrschaft erlebte das Chola-Reich eine weitere wirtschaftliche und politische Blütezeit. Mitte des 12. Jahrhunderts jedoch musste sein Nachfolger Kulottunga II. (reg. 1133–1150) seinen Vasallen, vor allem den Pandya in Madurai weitgehende Autonomie zugestehen. Rajaraja II. (reg. 1146–63) hatte dann sieben Jahre Bürgerkrieg bei den Pandya zu bestehen, in den sich Sri Lanka unter König Parakramabahu (reg. 1153–86) einmischte.
Bis zum Regierungsende von König Kulottunga III. (1216) hielt das Reich (jetzt im Heirats-Bündnis mit den Hoysala) noch zusammen. Aber die Lehensfürsten von König Rajaraja III. (reg. 1216–52) – der Pandya Maravarman (reg. 1216–38) und Vira-Ravivarman an der Malabar-Küste – machten sich selbstständig. Die Pandya zerstörten die Hauptstadt Thanjavur, und Rajaraja III. hätte den Thron verloren, wenn ihn nicht der Hoysala Narasimha II. (reg. 1220–34) gerettet hätte. Zwischen 1256 und 1279 erlosch das Reich unter den Schlägen der Pandya von Madurai; diese traten sein Erbe an.

## Liste der Könige
Liste der frühen Könige
- Ellalan

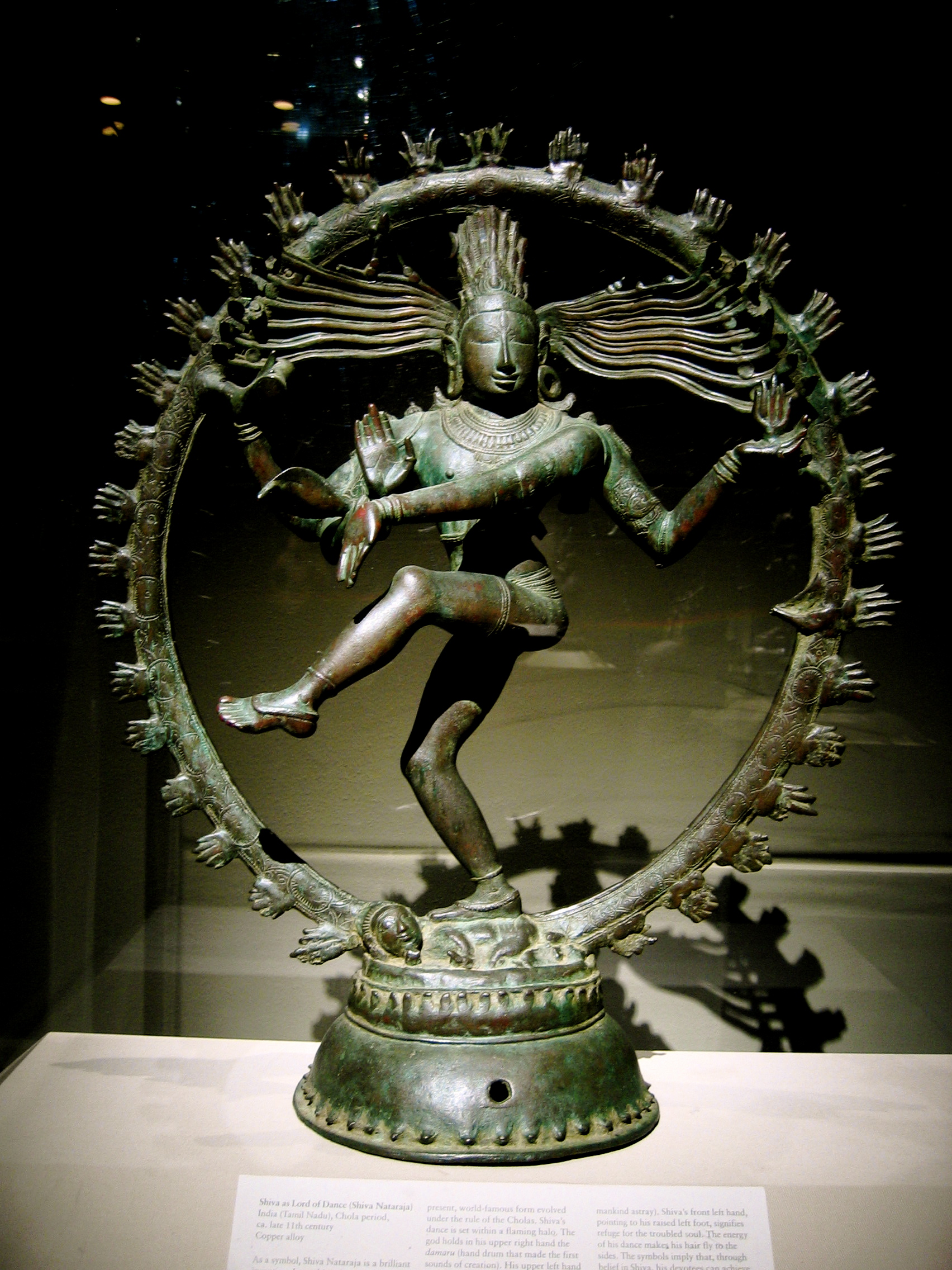
Chola-Bronzefigur des tanzenden Shiva (Shiva nataraja), Metropolitan Museum of Art, New York City (11. Jh.). Das Thema des tanzenden (tandava) vierarmigen Gottes Shiva ist eins der bekanntesten in der indischen Kunst: Die obere rechte Hand des Gottes, dessen Haarflechten sich wegen der Kopf- und Körperdrehungen beim Tanz nach beiden Seiten ausbreiten, hält eine kleine Sanduhrtrommel (damaru); die andere rechte Hand ist zum Gestus der Schutzgewährung (abhayamudra) erhoben. In seiner oberen linken Hand befindet sich ein Feuersymbol; die untere linke Hand zeigt – parallel zum erhobenen linken Bein – eine im indischen Tanz übliche Haltung. Mit seinen Füßen zertrampelt er einen Zwerg oder Dämon (apasmara purusha) – jeweils Sinnbilder von Ignoranz und Dummheit. Der Tanz findet statt innerhalb eines Feuerrings (prabhamandala), der sowohl die sich ausbreitende Energie des Gottes als auch die Grenze des Universums symbolisiert.

- Ilamcetcenni (ca. 100 n. Chr.)
- Karikala (ca. 100–120)
- Nedunkilli
- Killivalavan
- Kopperuncholan
- Kocengannan
- Perunarkill[1]

Liste der Könige bis zum Untergang
- Vijayalaya Chola (848–881)
- Athiththa Chola (881–907)
- Paranthaha Chola I. (907–955)
- Kandarathiththa Chola (950–957)
- Arinchchaya Chola (956–957)
- Paranthaha Chola II. (957–970)
- Uththama Chola (973–985)
- Rajaraja Chola I. (985–1014)
- Rajendra Chola I. (1012–1044)
- Rajadhiraja Chola (1018–1054)
- Rajendra Chola II. (1051–1063)
- Virarajendra Chola (1063–1070)
- Athirajendra Chola (1070)
- Kulothunga Chola I. (1070–1120)
- Vikkrama Chola (1118–1135)
- Kulothunga Chola II. (1133–1150)
- Rajaraja Chola II. (1146–1163)
- Rajadiraja Chola II. (1163–1178)
- Kulothunga Chola III. (1178–1218)
- Rajaraja Chola III. (1216–1256)
- Rajendra Chola III. (1246–1279)

## Kunst und Kultur
Die Blütezeit der Chola vom ausgehenden 10. bis zum Ende des 12. Jahrhunderts war die große Zeit des tamilischen Südindiens. Musik, Tanz, Poesie und Drama (Tamilen-Epos Kamba Ramayanam, Heiligengeschichte Periapuranam) sowie Architektur, Stein- und Bronze-Skulpturen, Malerei, Philosophie und Religion erreichten neue Höhepunkte, mit den – von der UNESCO als Weltkulturerbe anerkannten – Großen Tempeln der Chola-Dynastie als kulturellen Zentren. Familien- und Schutzgottheit der Chola-Könige war Shiva – vor allem in seiner Gestalt als Nataraja.

## Territorien und Einfluss in Südostasien
Das tamilische Chola-Reich hatte starke kulturelle Einflüsse auf Südostasien. Im Jahr 1025 startete Rajendra I. eine großangelegte und erfolgreiche Invasion um die bereits stark unter tamilischen Einfluss stehenden Länder dem Chola-Reich einzugliedern. So kamen große Teile von Indonesien, Malaysia und Thailand unter tamilische Herrschaft. Die darauffolgenden Herrscher der Malaien beanspruchten eine Blutsverwandtschaft mit der Chola-Dynastie und legitimierten so ihre Herrschaft. Viele Malaiischen Herrscher trugen den Beinamen Cholan oder Chulan.
Darauf bauten die Chola ihren Übersee Handel aus. Sie wurden zu einer der mächtigsten See- und Handelsmächte. Es bestanden Handelsbeziehungen mit China, dem Königreich Ryūkyū, mit dem Königreich Tamna auf Jejudo, Japan, Korea sowie mit dem Römischen beziehungsweise dem Osmanischen Reich, den Persischen Reichen und dem Abbasiden im heutigen Irak.
Die großen hinduistische Bevölkerungsgruppen und auch mehrere Tempelbauten in Südostasien, vor allem in Indonesien, zeugen vom kulturellen Einfluss der Chola in Übersee.